# Multitextilie
Multitextilien sind Stoffe, die durch Zusammenfügen von mehreren, unabhängig voneinander hergestellten textilen Flächengebilden entstehen. Sie werden durch Übernähen oder adhäsiv miteinander verbunden. Dazu zählen Steppstoffe und Kaschierungen.
Doppelgewebe, bei denen webtechnisch zwei oder mehrere Stofflagen miteinander verbunden wurden, gehören nicht zu den Multitextilien und damit auch nicht zu den Textil-Verbundstoffen.